# 宋宗室亲臣赵公祠
宋宗室亲臣赵公祠，又称耿光堂，位于中国广东省江门市新会区古井镇霞路村，建于明末清初，为一具有皇族风格的岭南厅堂式建筑。根据记载，1279年，崖山海战，南宋抗元失败，陆秀夫背少帝赵昺投海殉国。宋太宗赵匡义十一世孙赵逊崖在殉国前把两子托给琼州太守林玄辅抚养，留下宋皇室后裔。之后历经数百年繁衍，在古井霞路建立皇族村，并于明末清初建立了宋宗室亲臣赵公祠。